# Guest of Honour (film 2019)
Guest of Honour è un film del 2019 scritto e diretto da Atom Egoyan.

## Trama
L'ispettore sanitario Jim riceve la notizia che sua figlia Veronica, una giovane insegnante di scuola, è stata arrestata con l'accusa di molestie sessuali su uno studente minorenne. Nonostante le accuse siano false, Veronica continua a respingere i tentativi del padre di organizzare il suo rilascio, rivelandogli di credere di meritare comunque una punizione per qualcosa di commesso molto tempo prima, un segreto legato al loro passato familiare: tutto ciò avrà profonde ripercussioni sul loro rapporto e sul lavoro di Jim.

## Produzione
Nel settembre del 2018 è stato annunciato che Atom Egoyan avrebbe diretto il film a partire da una propria sceneggiatura producendolo assieme a Jennifer Weiss e Simone Urdl della The Film Farm e Ego Film Art rispettivamente. Nel novembre dello stesso anno, David Thewlis, Luke Wilson, Laysla De Oliveira, Rossif Sutherland e Alexandre Bourgeois si sono uniti al cast del film.

### Riprese
Le riprese sono cominciate nel novembre 2018 a Toronto, in Canada.

## Distribuzione
Il film è stato presentato in anteprima il 3 settembre 2019 in concorso alla 76ª Mostra internazionale d'arte cinematografica di Venezia. Verrà distribuito da Elevation Pictures nelle sale cinematografiche canadesi.

## Riconoscimenti
- 2019 - Mostra internazionale d'arte cinematografica
  - In competizione per il Leone d'oro al miglior film